# Wanze
Wanze là một đô thị của Bỉ, tọa lạc trong tỉnh Liège. Đô thị này bao gồm các đô thị cũ Wanze, Antheit, Bas-Oha, Huccorgne, Moha và Vinalmont.